# 1803 Zwicky
1803 Zwicky је астероид главног астероидног појаса са средњом удаљеношћу од Сунца која износи 2,348 астрономских јединица (АЈ).
Апсолутна магнитуда астероида је 12,0.